# Serdar Saatçı
Serdar Saatçı (Bayrampaşa, 14 febbraio 2003) è un calciatore turco, difensore del Trabzonspor.

## Carriera

### Club
Ha iniziato a giocare nel Beşiktaş, dove ha militato dal 2019 al 2022.
Nel 2022 firma con la squadra portoghese del Braga.

### Nazionale
Ha giocato nelle nazionali giovanili turche Under-15, Under-16, Under-19 ed Under-21.

## Statistiche

### Presenze e reti nei club
Statistiche aggiornate al 6 febbraio 2024.
| Stagione        | Squadra         | Campionato      | Campionato | Campionato | Coppe nazionali | Coppe nazionali | Coppe nazionali | Coppe continentali | Coppe continentali | Coppe continentali | Altre coppe | Altre coppe | Altre coppe | Totale | Totale | Totale |
| Stagione        | Squadra         | Comp            | Pres       | Reti       | Comp            | Pres            | Reti            | Comp               | Pres               | Reti               | Comp        | Pres        | Reti        | Pres   | Reti   |        |
| --------------- | --------------- | --------------- | ---------- | ---------- | --------------- | --------------- | --------------- | ------------------ | ------------------ | ------------------ | ----------- | ----------- | ----------- | ------ | ------ | ------ |
| 2020-2021       | Beşiktaş        | SL              | 0          | 0          | CT              | 1               | 0               |                    | -                  | -                  |             | -           | -           | 1      | 0      |        |
| 2021-2022       | Beşiktaş        | SL              | 11         | 1          | CT              | 2               | 0               | UCL                | 1                  | 0                  |             | -           | -           | 14     | 1      |        |
| 2022-2023       | Braga B         | TL              | 5          | 0          |                 | -               | -               |                    | -                  | -                  |             | -           | -           | 5      | 0      |        |
| 2022-2023       | Braga           | PL              | 3          | 0          | CP+CdL          | 1+1             | 0               | UEL+UECL           | 0+1                | 0                  |             | -           | -           | 6      | 0      |        |
| 2023-2024       | Braga           | PL              | 11         | 0          | CP+CdL          | 1+3             | 0               | UCL+UEL            | 5+0                | 0                  |             | -           | -           | 20     | 0      |        |
| Totale Braga    | Totale Braga    | Totale Braga    | 14         | 0          |                 | 6               | 0               |                    | 6                  | 0                  |             | -           | -           | 26     | 0      |        |
| Totale carriera | Totale carriera | Totale carriera | 30         | 1          |                 | 9               | 0               |                    | 7                  | 0                  |             | -           | -           | 46     | 1      |        |

## Palmarès

### Club

#### Competizioni nazionali
- Coppa di Lega portoghese: 1

Braga: 2023-2024